# Bernhard Unger
Bernhard Unger (* 23. dubna 1999) je rakouský fotbalista, který hraje jako brankář za rakouský klub First Vienna FC 1894.

## Klubová kariéra
Dne 4. července 2020 debutoval za SV Mattersburg. Po bankrotu klubu hrál za SK Rapid Vídeň, odehrál 1 zápas za A-tým. Od roku 2024 hraje za First Vienna FC 1894.